# 乔尔·奥托
乔尔·奥托（英語：Joel Otto，1961年10月29日—），美国男子冰球运动员，场上位置是前锋。他曾代表美国国家队参加1998年冬季奥林匹克运动会冰球比赛，获得第六名。